# Chubby Cherub
Chubby Cherub é um jogo eletrônico lançado pela Bandai em 1985 no Japão e 1986 nos Estados Unidos. No Japão, foi lançado com o nome Obake no Q Tarou: Wan Wan Panic. Foi um dos jogos anteriores sobre o NES, em que você assume o papel de um querubim (ou um fantasma, se você estão jogando a versão japonesa). O objetivo em cada nível é resgatar o seu amigo.